# Hajde da ludujemo
Hajde da ludujemo är en låt av den kroatiska artisten Tajči, som representerade Jugoslavien i Eurovision Song Contest 1990 som hölls i Zagreb i dåvarande Jugoslavien (dagens Kroatien). Sången, som framfördes på serbokroatiska, slutade på en sjunde plats av totalt 22 tävlande.
Den spelades också in av Ivana Banfić 1999.

### Fotnoter
1. ↑  Hajde da ludujemo